# Adobe Digital Publishing Suite
Adobe Digital Publishing Suiteは、米アドビが制作、販売するタブレット型電子機器向けの電子書籍出版用の包括的ソリューションである。
2011年11月現在は、iOSやAndroidなどの電子書籍を制作する機能を備えており、完成した電子書籍を出版社自身が直接販売する他に、米AppleのApp Storeや米グーグルのAndroid Market、カナダのブラックベリーのBlackBerry App Worldといった多様なモバイル機器向けのマーケットプレイスでの販売向けの出力も行える。
基本的には、同社のAdobe InDesignといった他のオーサリングツール群を用いた連携作業が想定されており、クラウド型のソフトウェア製品である。

## 機能・特長
iPadやAndroid端末のビューポートに合わせたコンテンツ制作が可能。ポートレート（縦画面）表示とランドスケープ（横画面）表示で異なるコンテンツを表示させることができる。
また、マルチタッチを利用した360度ビュー、画像の拡大・縮小表示やスライドショーを作ることができるほか、動画の埋め込み、オーディオの再生、Webコンテンツへのリンクやアプリケーション内でWebブラウザ（エンジンはWebKitを利用したもの）での表示にも対応。
レイアウトやインタラクティブ機能のオーサリングはInDesignを利用するが、詳細な設定や最終的な書き出しなどはDigital Publishing Suite ダッシュボードで実施する。

## フォーマット
InDesignで制作したファイルのローカルでの保存時はInDesignネイティブ形式（INDD）ファイルだが、これをAdobe Digital Publishing Suite独自のFolioフォーマットに変換することでクラウド上で管理・編集できる。
Folioに変換する際に、ファイルの内部構成として次の4種類から選択することができる。
非可逆圧縮で容量を抑えるJPEG、可逆圧縮だが容量の大きなPNG、ページ単位での拡大・縮小のできるPDF、そして構造化の可能なHTML5。JPEGやPNG、PDFはあくまで画像なので容量が大きくなる傾向にあるが、現状ではテキスト検索などに対応していないことが課題となっている。ページレイアウト全体をHTML5で構造化することにより容量の大幅な縮小と、構造化することによるそれ以外のメリットが考えられるが、まだContent Viewer側が正式にテキスト検索などをサポートしていない。

## エディション
Adobe DIgital Publishing Suite ソリューションは、2011年11月現在、次の3種類のエディションが用意されている。
Enterprise Edition、Professional Editionはサブスクリプション形式での年間契約、または月間契約（Professional Editionのみ）となっており、契約にはAdobeの正規代理店からの購入が必要。Single Editionは、アプリケーション制作ごとに権利をAdobeから購入できる。

### Enterprise Edition
メディアおよびビジネス出版向けのカスタマイズ可能な統合ソリューションで、すべてのサービスをサポート。特筆すべきはContent Viewerユーザーインターフェイスのカスタマイズやマーケットプレースを通さないアプリケーションの社内配布、大口割引などに対応。料金や配信数など詳しい事は個別対応とされている。

### Professional Edition
メディアおよびビジネス出版向けのターンキーソリューションを提供する。Enterprise Editionとほぼ同等の企業をターゲットとしているが、カスタマイズには未対応となっている。Single Editionと比較するとユーザの閲覧解析、レポート出力やマルチ雑誌号などのサービスには対応している点が異なる。フォリオのダウンロード数に応じて追加料金が発生する。

### Single Edition
小企業、または個人を対象としたもので、カスタマイズ、レポート出力などの機能は未搭載。
ひとつのFolioを、iOS（iPadのみ）用のアプリケーションに変換する際に支払いが発生する。2011年11月現在、AndroidやBlackBerry向けには対応していない。

## Viewerタイプ
ビルトイン単一雑誌号、マルチ雑誌号、マルチ雑誌号（iTunes購読、iOSのみ）などのタイプ別に構築が可能。

## オーサリングツール

### ローカルアプリケーション
- Adobe InDesign CS5 / CS5.5 (Mac/WIndows)
- Folio Producer tool (Mac/WIndows)
- Folio Builder Panel (Mac/WIndows)
- Adobe Viewer Builder (Mac/WIndows)
- Adobe Content Viewer (iOS/Android/BlackBerry)

### クラウドサービス
- Folio Producer Service
- Distribution Service
- e-Commerce Service
- Analytics Service

## 対応デバイス
- iPad、iPad 2
- Android搭載機種
- BlackBerry PlayBookタブレット

## Adobe Digital Publishing Suiteの使用例
海外では、2010年秋にConde Nast DigitalによってWIRED Magazineがリリースされたものが最初の例。日本国内では、HEADPORTERによるHEAD PORTER MAGAZINEがあるほか、定期刊行物としては通常の雑誌と同時発刊をおこなうHutte（山と渓谷社）などの例がある。詳しくはAdobe.com Publication Galleryにリストがある。